# Ingvar Petersson
Bror Ingvar "Mysing" Petersson, född 3 september 1922 i Kalmar, död 21 februari 2002 i Solna, var en svensk fotbollsspelare (allround).
Petersson spelade först för Kalmar AIK. Han gick i slutet av 1940-talet till Djurgårdens IF, där han mellan 1949 och 1955 gjorde sammanlagt 111 allsvenska matcher (inga mål). Han var med och vann SM-guld med Djurgården säsongen 1954/1955.
År 1953 spelade Petersson en B-landskamp för Sverige.
Petersson var far till fotbollsspelaren Bo Petersson.